# Plaza Independencia (Pachuca)
La plaza Independencia, también conocida simplemente como El Centro; es la plaza principal de la ciudad Pachuca de Soto, Hidalgo, en México. En el siglo XVIII aparece este espacio como un espacio destinado para realizar corridas de toros en días de feria, y se le denominaba como la Plaza de toros de Avendaño; y durante el siglo XVIII se transforma en un centro comercial y cultural. A partir de 1841, se establecerse la terminal de la empresa de transportes "México-Pachuca S.T.", por lo que se le conoce como Plaza de las Diligencias.
La plaza se fue rodeando de edificios, la mayor parte destinados a alojar casas de comercio y pulquerías concurridas por los trabajadores mineros, y el comercio del carbón empezó a extenderse y paso a denominarse Plazuela del Carbón. Con la erección del Estado de Hidalgo y la llegada del Reloj Monumental cambia de nombre a Plaza Independencia. Durante el siglo XX la plaza experimentó diversos cambios, entre las remodelaciones realizadas principalmente; así como las construcciones que le circundan, han sido objeto de constantes cambios.

## Ubicación
La plaza está localizada en el centro histórico de Pachuca de Soto, entre las calles Ignacio Allende y Mariano Matamoros; que a su alrededor toman el nombre de calle plaza Independencia. Ocupa una superficie de 22 057.65 m², las medidas de la plaza son: al norte 51.04 m, al sur 79.32 m, al oriente 148.03 m y linda con Calle Matamoros, al poniente 141.41.80 m y linda con Calle I. Allende.

## Historia

### Virreinato de la Nueva España

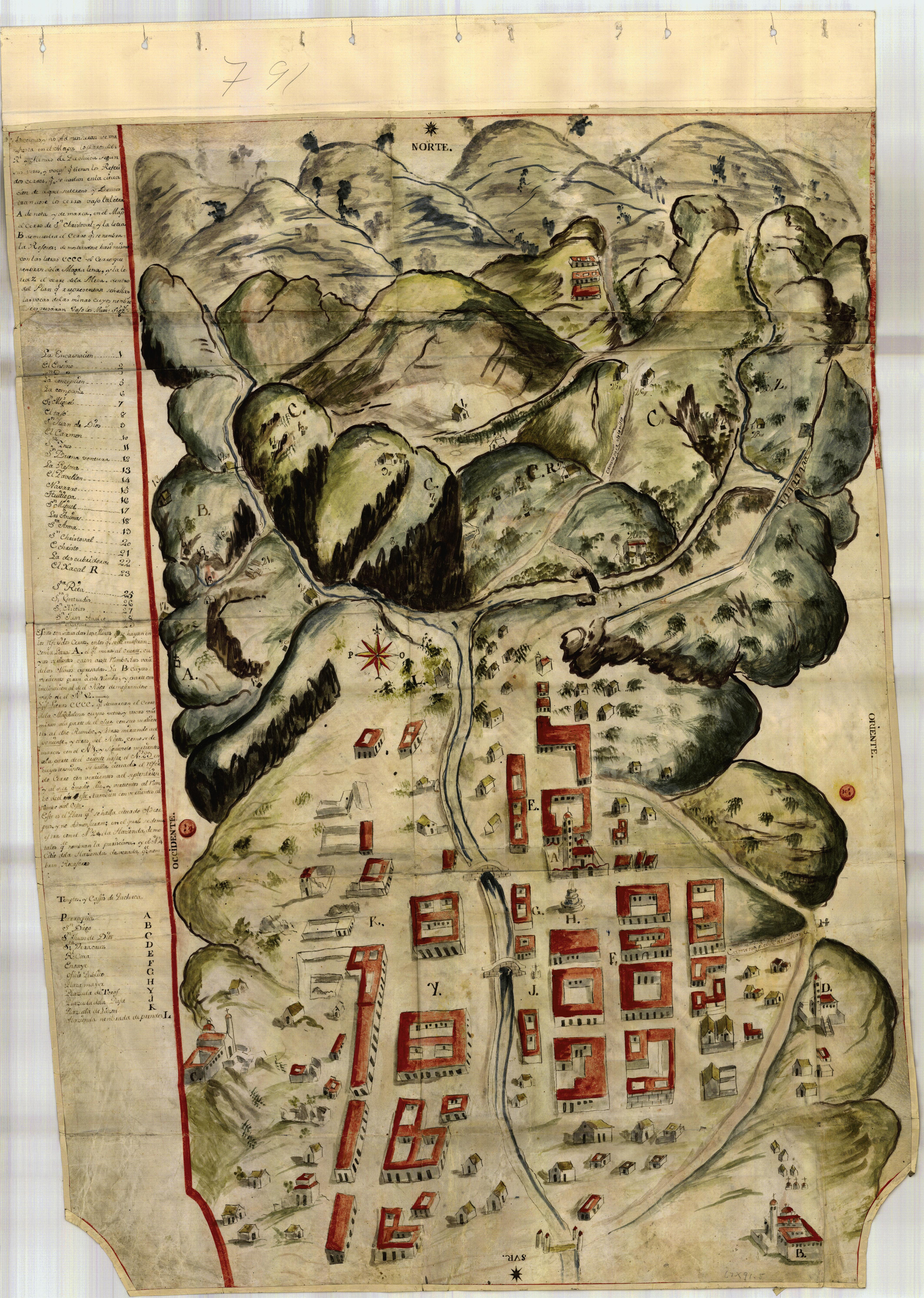
Mapa de los cerros del Real de Minas de Pachuca de 1750, donde se aprecia la Plaza de toros de Avendaño.

Después del descubrimiento de beneficio de patio por Bartolomé de Medina, el aspecto de la población se fue transformando notablemente, pues empezaron a llegar decenas de operarios para emplearse en las diversas labores mineras. Se sabe que a mediados del siglo XVI la plaza era un espacio abierto, ocupado para el beneficio de patio, que aprovechaba las aguas del río Pachuca.
Para el siglo XVII, la Familia Avendaño, adquirió la propiedad. La evolución del sistema de Beneficio de patio, entre mediados del siglos XVII y principios del XVIII, modificó el espacio dedicado a este, que pronto requirieron de mayores superficies; así, el terreno de los Avendaño, cambió su destino para convertirse en área de esparcimiento en los días de fiesta.
El espacio era alquilado durante los días de fiesta, como plaza de toros.  Donde se construía una cerca con tiras de madera de una altura no mayor a un metro, los espectadores se encontraban de pie, sobre terraplenes de diferentes alturas, y solo las autoridades y sus invitados eran acomodados en una tribuna con dosel.  En un sitio contiguo, se acondicionaban los corrales para los toros.
La plaza, estaba rodeada de construcciones, la mayoría pertenecientes a botillerías, fondas y figones, ubicadas al norte, al sur se encontraba la Calle de los Mesones (hoy de Matamoros); al el oriente, el río Pachuca, con el puente de la Cruz Verde, actual Calle de Ocampo.

### Independencia de México

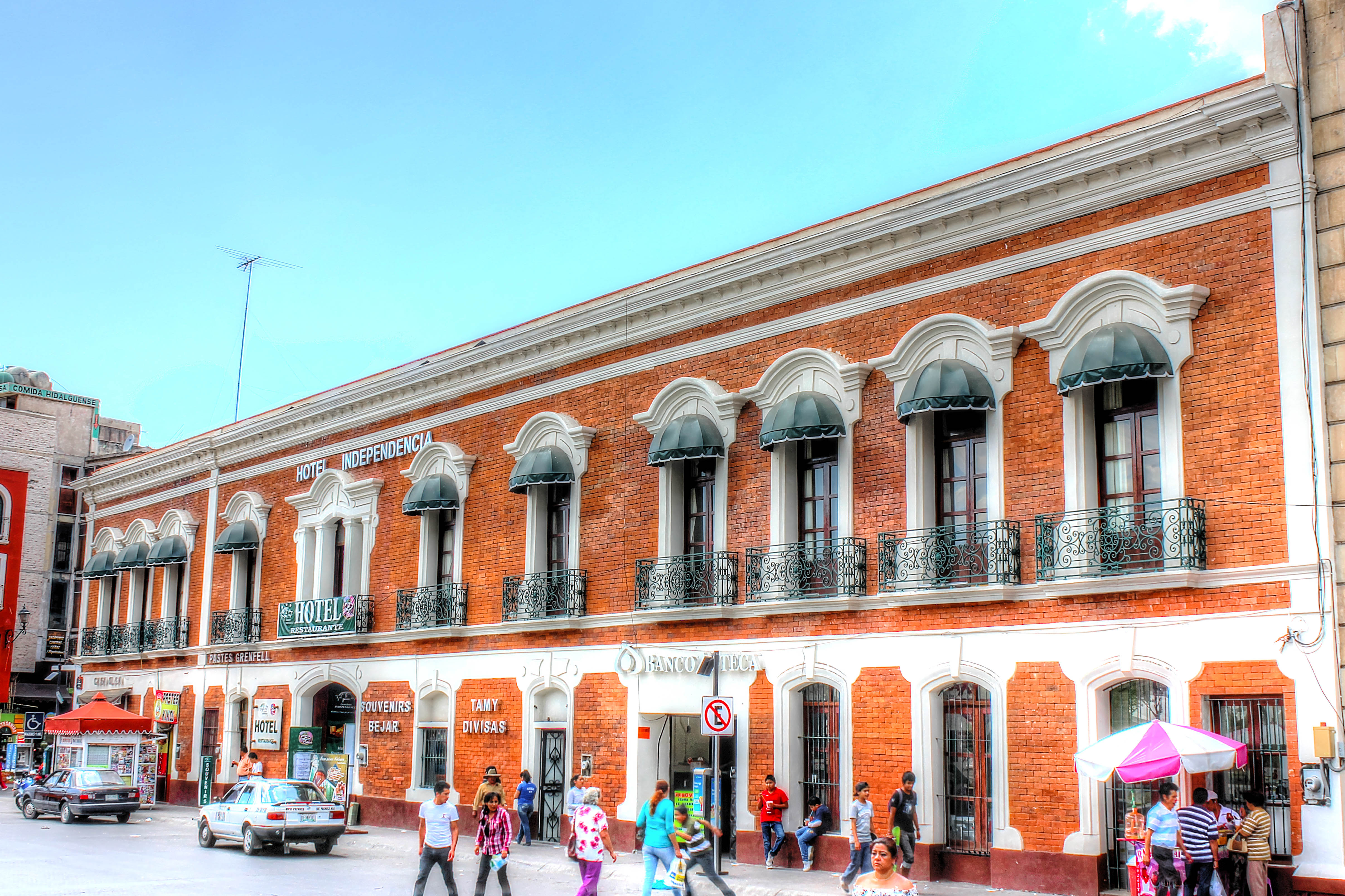
Casa Villaldea, hoy Hotel Independencia; sitio donde se parapetaron los realistas, durante la batalla del 23 de abril de 1812. A principios de 1905, se apuntaló sus muros y se construyó una segunda planta.

Para inicios de siglo XIX, el centro económico y político de Pachuca era la Plaza Mayor, en un segundo término se encontraba, la Plaza de Toros. Donde se habían construido tres importantes mansiones, la casa más grande e importante era la de Francisco de Paula Villaldea, subdelegado del Partido; la del Conde de Casa Alta, antiguo caballerizo del virrey, José de Iturrigaray, y la del comandante de las fuerzas militares de la Comarca, Pedro Madera.
El 5 de octubre de 1811, una partida de aproximadamente cien hombres, pertenecientes al ejército de José Francisco Osorno y comandados por los jefes Olvera, Padilla y Beltrán, invaden Pachuca, penetrando hasta la Plaza de Toros Avendaño; donde las fuerzas se fortificaron en la casa de Francisco de Paula Villaldea. Saquearon algunas casas y negocios comerciales, así como dirigirse a la cárcel donde pusieron en libertad a los presos. La breve toma permitió a los insurgentes saber que era una plaza poco resguardada.
El 23 de abril de 1812, la ciudad es tomada por los insurgentes Miguel Serrano, Vicente Beristáin y Pedro Espinosa, ertenecientes al ejército del insurgente José Francisco Osorno.  Cerca de 500 hombres y dos cañones; se adueñaron de la ciudad, excepto de tres edificios, en los cuales resistieron los realistas de Pedro Madera, el subdelegado de Pachuca, Francisco de Paula Villaldea. Los religiosos del Colegio de San Francisco intervinieron a fin de que Pedro Madera convocara a una junta, donde se pactó la capitulación de la ciudad.
El 24 de abril de 1812, se corrió el rumor de que las fuerzas de la hacienda Tlahuelilpan, venían en auxilio de la ciudad, del saqueo fueron objeto diversas casas, y se obtuvieron cerca de trescientas piezas con valor de mil pesos cada una, cincuenta tejos de oro, más de seiscientos fusiles y otros muchos útiles pertenecientes a la tropa. El 10 de mayo de 1813, el comandante realista, Domingo Claverino, a quien se habían unido las fuerzas de Rafael Casasola, entra en Pachuca, donde no encontró oposición y restablece la normalidad en el trabajo de las minas. El resto de la guerra de Independencia de México, ocurrió con tranquilidad en la ciudad, hasta el 9 de junio de 1821; cuando Nicolás Bravo y Guadalupe Victoria, entran en la ciudad proclamando el Plan de Iguala.

### Primeros años del México independiente

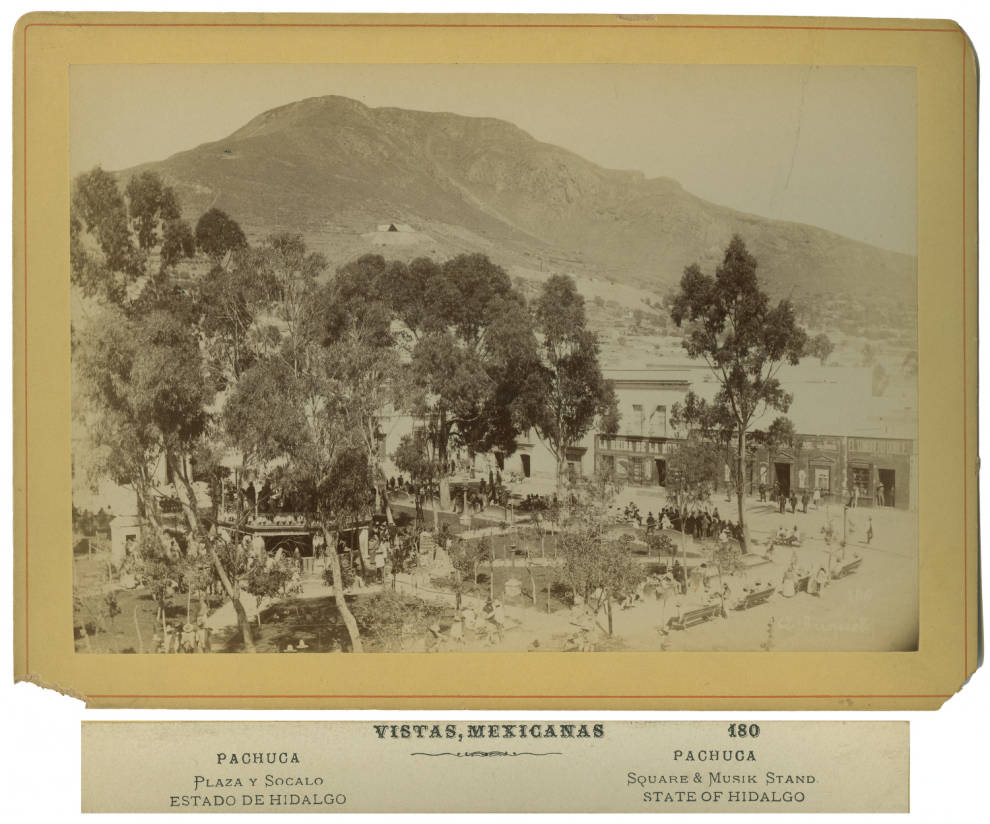
Plaza Independencia entre 1885-1899.

El 15 de agosto de 1841, se establece la terminal de la empresa de transportes "México-Pachuca S.T." en la Casa Villaldea, que paso a llamarse Casa de Diligencias. De acuerdo con los datos de que se dispone, las diligencias hacían el recorrido Pachuca-Ciudad de México en aproximadamente nueve horas incluidas las de descanso del pasaje y cambio de recua. Las corridas de la Ciudad de México a Pachuca se realizaban los lunes, miércoles y viernes en tanto que martes, jueves y sábados el viaje era de retorno y los costos eran de un peso 25 centavos por pasajero y de 20 por arroba de equipaje.
La plaza paso a denominarse Plaza de las Diligencias, alrededor de la plaza se instalaron fondasy figones y pulquerías, sumamente concurridas por los trabajadores mineros. La plaza pronto dio cabida a vendedores de diversos productos, principalmente los de carbón, que se asentaron en la parte sur de la plaza; esa porción terminó llamándose Plazuela del Carbón. En 1861, el Ayuntamiento de Pachuca, construyeron la fuente de San Miguel, que se constituyó en uno de los principales abastecedores de agua de la ciudad; y el doctor David Hermosillo abrió la primera farmacia de la ciudad, que bautizó con el nombre de "El Refugio", en la parte oriente de la plaza.
El 12 de enero de 1869, se plantan los primeros árboles para formar el Jardín Independencia, los árboles, fueron traídos de Bosque El Hiloche. Aunque no se conoce fecha exacta, la plaza cambió su nombre por el de Plaza Independencia poco después de la creación del estado de Hidalgo; pues desde 1874 en las noticias y anuncios del Periódico Oficial del Estado de Hidalgo aparece ya con este nombre. El primer Palacio de Gobierno del Estado de Hidalgo, establecido en los altos de la farmacia El Refugio. En ese entonces, el espacio era cortado en el sur por un callejón estrecho nombrado de Colón, que unía a las calles de la Cárcel (hoy de Allende) y la de Los Mesones (hoy Matamoros), mediante el cual se delimitaba con la porción de la "Plazuela del Carbón".

### Porfiriato
En 1872, se edifica pequeño quiosco de música de madera donde tocaban distintas bandas musicales. En 1881 se inicia la construcción del Teatro Bartolomé de Medina, en la Plaza del Carbón, cuya obra fue auspiciada por la familia Barquín y respaldada por el gobernador Francisco Cravioto. El proyecto, fue encargado a Ramón Almaraz, quien construyó toda la obra negra, que hubo de abandonarse por falta de fondos en 1883.
En 1885, se reanudaron los trabajos de edificación del Teatro Bartolomé de Medina, ahora bajo la dirección del arquitecto italiano Cayetano Tangassi, quien a su vez encargó la decoración de su interior a Jesús Herrera y Gutiérrez, la inauguración se realizó finalmente el 15 de enero de 1887.
El 5 de mayo de 1887, el presidente Porfirio Díaz, acompañado del gobernador Francisco Cravioto, inaugura el alumbrado público incandescente en la plaza y la ciudad. Después de las inundaciones de 1884 y 1888, las autoridades lograron el reencauzamiento del río Pachuca mediante la construcción de un gran vado y la profundización de una nueva vertiente entre los puentes de Ocampo y Leandro Valle.
El 20 de enero de 1901, el conjunto musical conocido como la Banda de Rurales, brindó su primera función en el quiosco de madera, bajo la dirección de Candelario Rivas. Después del éxito de este conjunto musical los mineros ricos de la zona y el presidente municipal Alfonso María Brito le proponen al gobernador Francisco Valenzuela la construcción de una torre de conciertos. Hacia mediados de 1901 Camilo Santillán, fue el primero en instalar una sala cinematográfica en Pachuca; la primera exhibición se realizó, en un jacalón situado al sur de la plaza. Las películas exhibidas fueron "Llegada de un Tren a la estación de Ciotat", "Salida de las fábricas Lumiere" y "El regador regado".

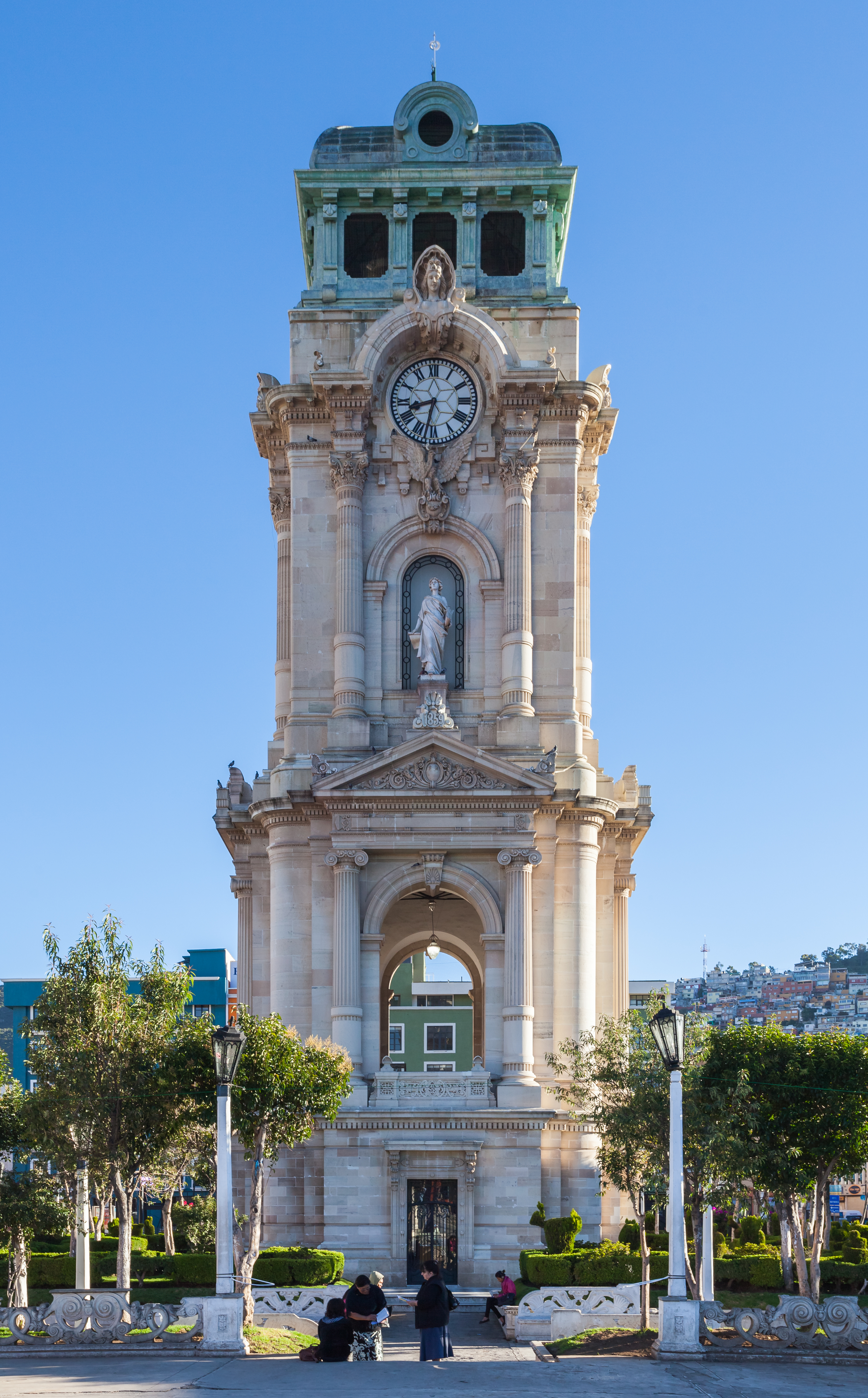
Reloj Monumental de Pachuca, construido para celebrar el Centenario de la Independencia Mexicana.

Los accionistas del Banco de Hidalgo, adquieren la esquina de la calle de Bravo y encargan al arquitecto Ernesto Fusch, la construcción en ese lugar de sus oficinas centrales. El 31 de octubre de 1902, poco después de las 11:00 a. m. llegó el primer automóvil a la ciudad, los dos tripulantes del vehículo, Pedro y Manuel Z. Méndez, llegaban procedentes de la Ciudad de México a visitar a Ernesto Fush, ingeniero que construía el edificio del Banco Hidalgo. La custodia del automóvil estacionado en la plaza fue encargada al policía de mayor antigüedad, Teófilo Butanda, quien lo cuidaba de los curiosos que intentaban subirse, abrir las puertas o el cofre. A la 01:00 p. m. regresaron a la Ciudad de México.
El proyecto de construcción de la torre de conciertos fue aprobado en 1904, año en que se inició su construcción a instancias de Felipe N. Barros, apoderado de diversas empresas minas y director de la Compañía San Rafael; tuvo que ser suspendida un año después por falta de fondos. El edificio del Banco Hidalgo es inaugurado en 1905. En 1906, se decide construir un monumento conmemorativo del Centenario de la Independencia de México, aprovechando el cimiento de la antigua obra.
El Reloj Monumental de Pachuca fue inaugurado el 15 de septiembre de 1910, en una gran fiesta popular; dando sus primeras campanadas a las 11:00 p. m. Cuando el gobernador de Hidalgo, Pedro Ladislao Rodríguez, corrió la cortina que ocultaba la placa de inauguración y posteriormente conmemoró el grito de independencia y entonó el Himno Nacional Mexicano.

### Revolución mexicana

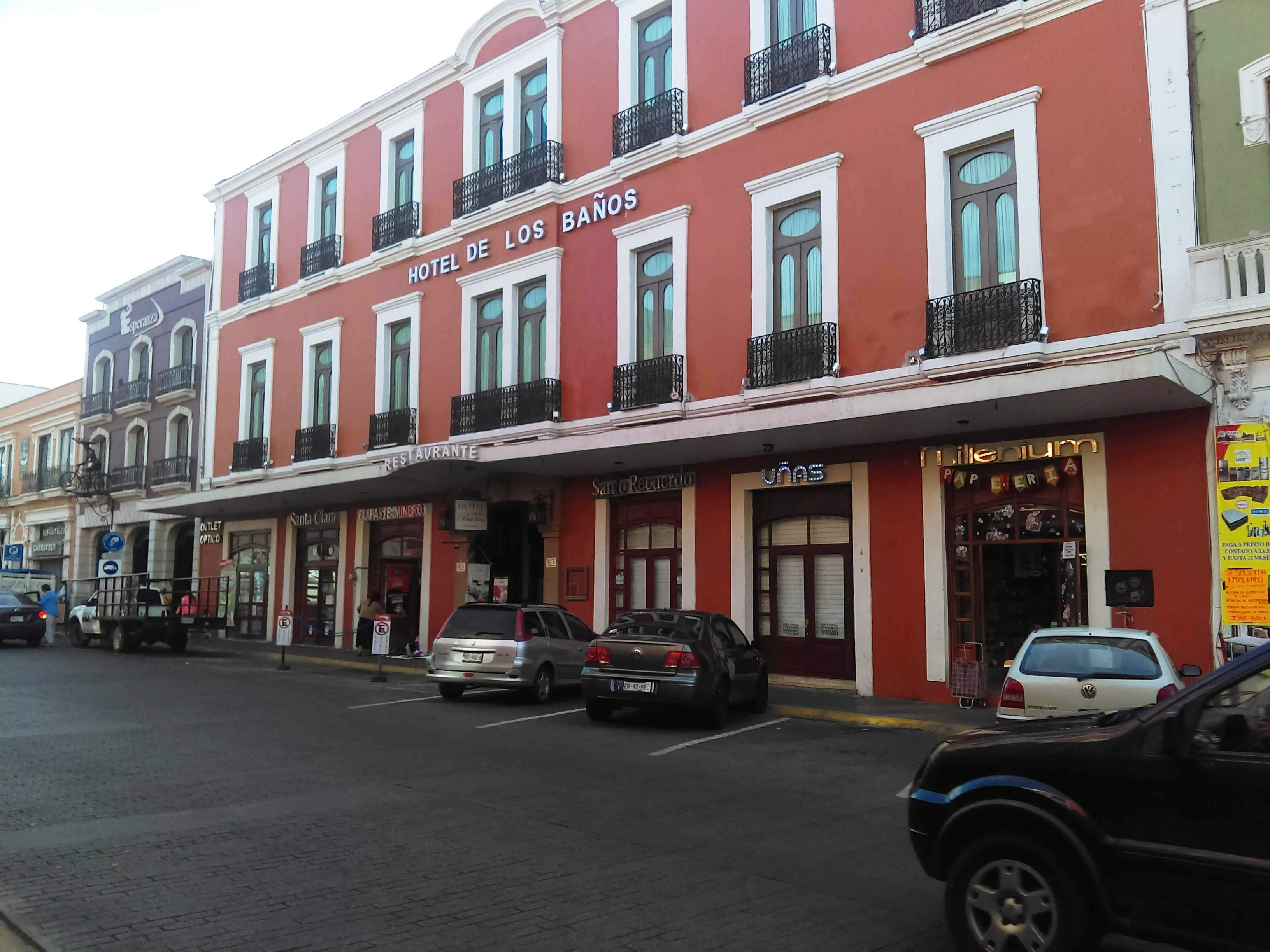
Antigua Casa de Préstamos (hoy Hotel de los Baños), sitio saqueado por los barreteros liderados por Macario Moedano.

Al arribar a la primera década del siglo XX, la Plaza Independencia se había constituido ya en el sitio de mayor importancia comercial en Pachuca. Entre 1910 y 1920, la plaza tenía frondosos árboles que daban sombra a las bancas de metal traídas de la ferrería de Apulco, dispuestas en las entrecalles formadas entre los prados. La prensa de la época, criticó continuamente el aspecto en que se mantenía el lugar.
Francisco I. Madero visitó la ciudad el 29 de mayo de 1910. El mitin se realizó en la plaza, en el que hicieron uso de la palabra Rodrigo López, como presentador, la oratoria estuvo a cargo de Enrique Bordes Mangel, (abogado y militar guanajuatense que intervino en la redacción del Plan de San Luis).
El 15 de mayo de 1911, diversos grupos simpatizantes Maderistas y opositores Porfiristas empezaron a marchar por las calles, para reunirse en la Plazas de la Constitución e Independencia. Los barreteros de la mina de santa Gertrudis habían organizado un gran tumulto liderados por Macario Moedano, a quien apodaban El Chato. El comando el grupo que liberó a los presos de la cárcel de San Francisco, y el saqueo de la Casa de Préstamos (hoy Hotel de los Baños), por la noche hubo desórdenes y saqueo de casas y comercios.. El 16 de mayo llegó a Pachuca; el general maderista Gabriel Hernández. Se decretó la inmediata aprensión de los cabecillas del tumulto, solo fue aprehendido Moedano, después de juicio se ordenó que su ejecución, fuera pública. A las 05:00 p. m. del miércoles 17 de mayo, fue fusilado en la Plaza Independencia.
El 28 de julio de 1912, Madero visita nuevamente la ciudad; se realizó un mitin en la plaza y en su honor se sirvió un banquete en el Teatro Bartolomé de Medina. Durante la Revolución mexicana, entre 1914 y 1917, la ciudad es tomada por distintos grupos revolucionarios, estos desconocieron los poderes en Hidalgo, provocando una inestabilidad gubernamental. Con el triunfo del constitucionalismo, y la elección de Nicolás Flores quedan instaurados los tres poder de gobierno, históricamente se considera este hecho como la reanudación del régimen constitucional en el estado de Hidalgo.
El 18 de julio de 1922, al cumplirse 50 años de la muerte de Benito Juárez, se colocó en la parte norte un monumento y simetría, se instalaron otros dos monumentos: en la acera norte un busto de Francisco I. Madero y en el ala oriente otro similar de Álvaro Obregón. El  11 de noviembre de 1923 De la Huerta visitó Pachuca llegando a la 01:00 p. m. a la Estación Central del Ferrocarril de Pachuca. El candidato y su comitiva se movilizaron a la Plaza Independencia que se encontraba abarrotada de simpatizantes. El subió al balcón del edificio del Comité organizador, ahí dirigió un extenso saludo a los pachuqueños y dio un discurso.

### Años 1930-1950

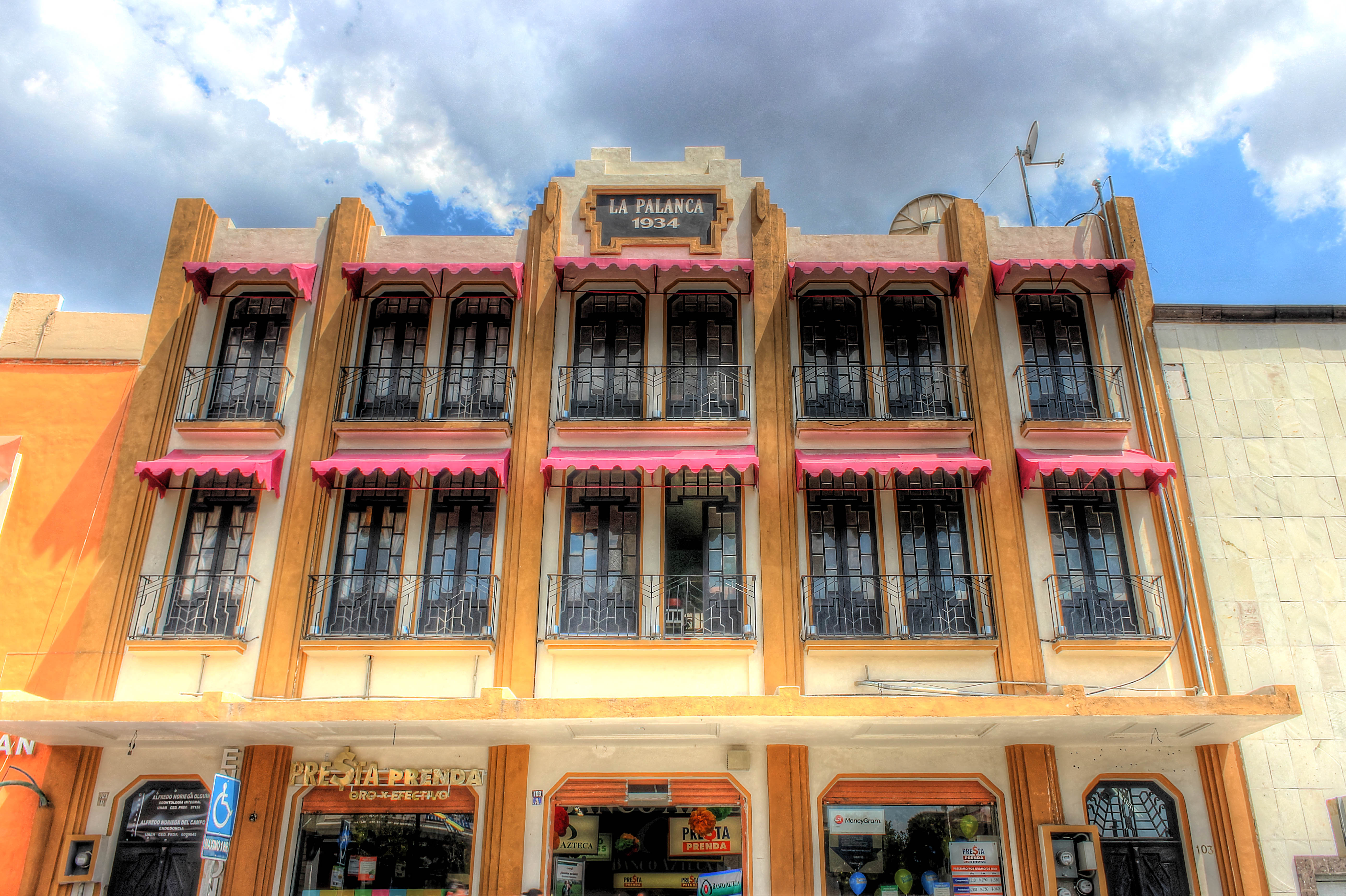
Edificio la Palanca.

EA principios de los años 1930, a fin de hacer juego y simetría, se instalaron otros dos monumentos; en la parte norte de la plaza, un busto de Francisco I. Madero, y en el ala oriente, otro similar de Álvaro Obregón. Tiempo después se decidió quitar los árboles y dejar solo la zona enjardinada, con bancas de cantera ornamentadas; a la vez, se reubicaron fuera de la plaza los bustos de Juárez, Madero y Obregón. El primero se colocó en el jardín exterior de la Parroquia de la Asunción, el de Madero se llevó al Parque Hidalgo y el de Obregón se trasladó a un nuevo espacio ubicado en la hoy calle Samuel Carro. En 1934 se empieza a construir el edificio la Palanca; y terminado en 1937 de estilo art déco bajo la dirección de Felipe Spota.
El 16 de enero de 1943, comenzó la demolición del Teatro Bartolomé de Medina. En su lugar se construyó un edificio de estilo art déco, que albergaría: una sala cinematográfica, comercios y departamentos. El 27 de octubre de 1944, a las 08:00 p. m. se inauguró el cine del Edificio Reforma; fue inaugurado por el gobernador de Hidalgo, José Lugo Guerrero; el presidente municipal de Pachuca, Salvador Gil;  el jefe de Estado Mayor de la Zona, general Vicente Escobedo, y por funcionarios de gobierno. Se exhibió la película Gran Hotel, protagonizada por Cantinflas. A esta edificación se le dio el apelativo "Adefesio Reforma", debido en haberle levantado en medio de un panorama hasta entonces homogéneo de construcciones.
El 20 de enero de 1944, se inauguró en el costado norte de la plaza la Pérgola Abundio Martínez, un kiosco de cantera. Dos años después, la plaza vuelve nuevamente a ornamentarse con frondosos árboles. En los años 1950 se concluyó un edificio de tres plantas denominado “Almacenes Escobedo”, de estilo arquitectónico del funcionalismo.

### Años 1960-1990

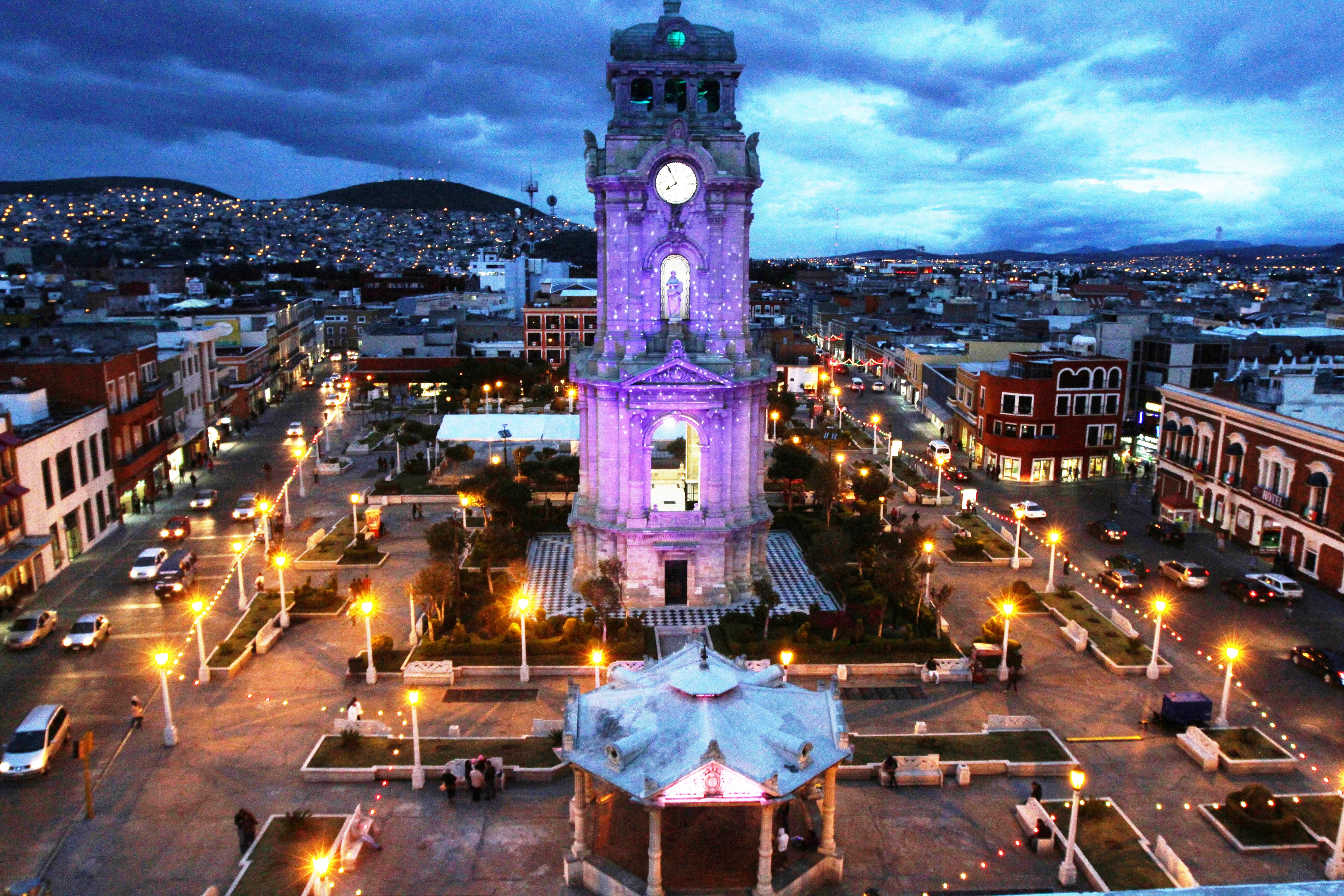
Aspecto de la pala después de la remodelación de los años 1990.

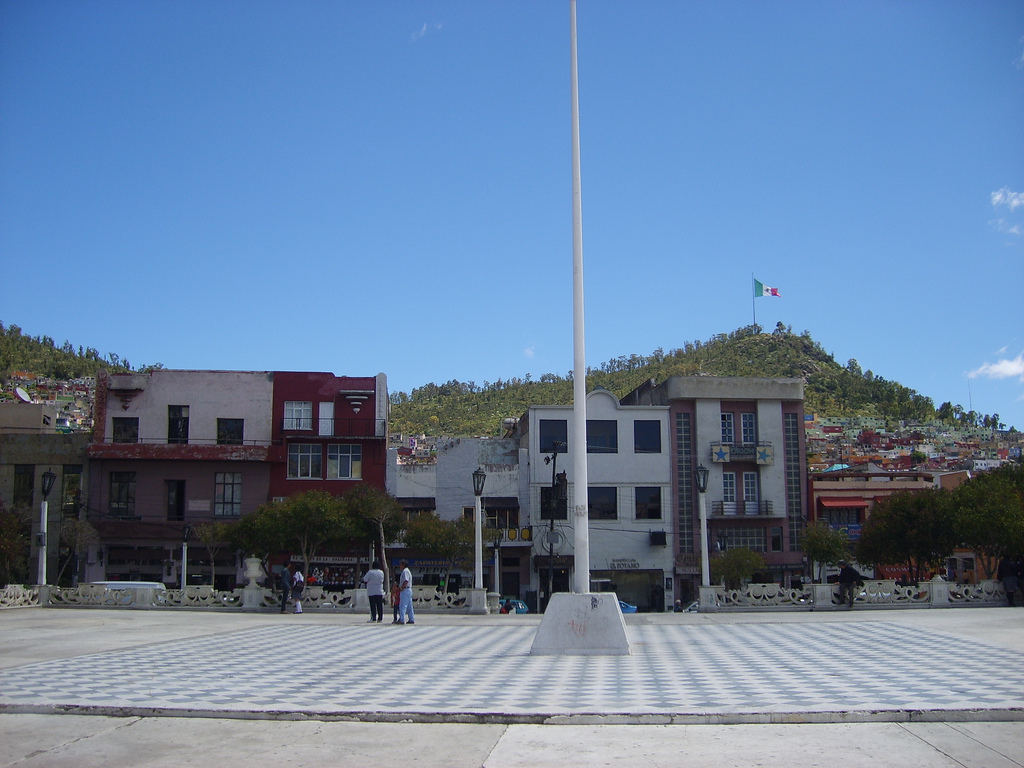
Astabandera de la Plaza.

En 1960, se cumplió cincuenta aniversario de su inauguración y además se celebró el 150 aniversario de la Independencia de México. El programa conmemorativo comprendía los festejos desde el 13 al 16 de septiembre. El día 16, a las 06:00 p. m. hubo una ceremonia en la plaza, y se conformó un Comité Pro-Restauración del Reloj Monumental de Pachuca, que efectuó algunos eventos.
A principios de los años 1960 se da una remodelación por parte del Ayuntamiento de Pachuca, fue cubierta con adoquín rosado y prados dispuestos geométricamente; el del norte dotado con un astabandera y el del sur por un escudo del estado de Hidalgo en metal, en tanto que en las aceras oriente y poniente, con cuatro prados, dos por lado. También en esta remodelación se destruyó la Pérgola Abundio Martínez.
A mediados de 1978, se llevó a cabo la demolición del Edificio Reforma, para ampliar la plaza. Hubo que desalojar comercios, consultorios médicos, bufetes de abogados y una veintena de viviendas, además de la gran sala cinematográfica; lo que provocó pleitos legales y arreglos extrajudiciales. Entre 1978 y 1980, se escarbó en este lugar para construir un estacionamiento subterráneo, salas cinematográficas y un centro comercial de la plaza; se destruyó el zócalo, que se remplazó con una pileta que utilizaría como “espejo de agua”, pero este fue rellenado con tierra se sembraron plantas.
El Centro Hidalguense de Investigaciones Históricas A.C. (CEHINHAC) y el Instituto Nacional de Antropología e Historia (INAH), intervinieron en la verificación de los planes. Durante la excavación, en las capas superficiales, se encontraron restos de los materiales utilizados en el beneficio de patio; mientras que en las más profundas, se halló la presencia de cerámica azteca, metzca, teotihuacana y de grupos nómadas. Las piezas encontradas fueron pacientemente limpiadas y luego clasificadas para enviarlas a la bodega de la delegación del INAH en Hidalgo. El centro comercial nunca funcionó, y las salas de cine, fueron parte del convenio con la Cadena de Oro, para demoler el Edificio Reforma.
En 1992, el presidente municipal de Pachuca, Mario Viornery Mendoza, efectuó una remodelación; la idea central fue devolverla a su aspecto en los años 1940-1950, se coloca una mezcla de cemento y mármol, se colocaron jardineras arboladas, y se reconstruyó la pérgola Abundio Martínez.

### Años 2000-2020

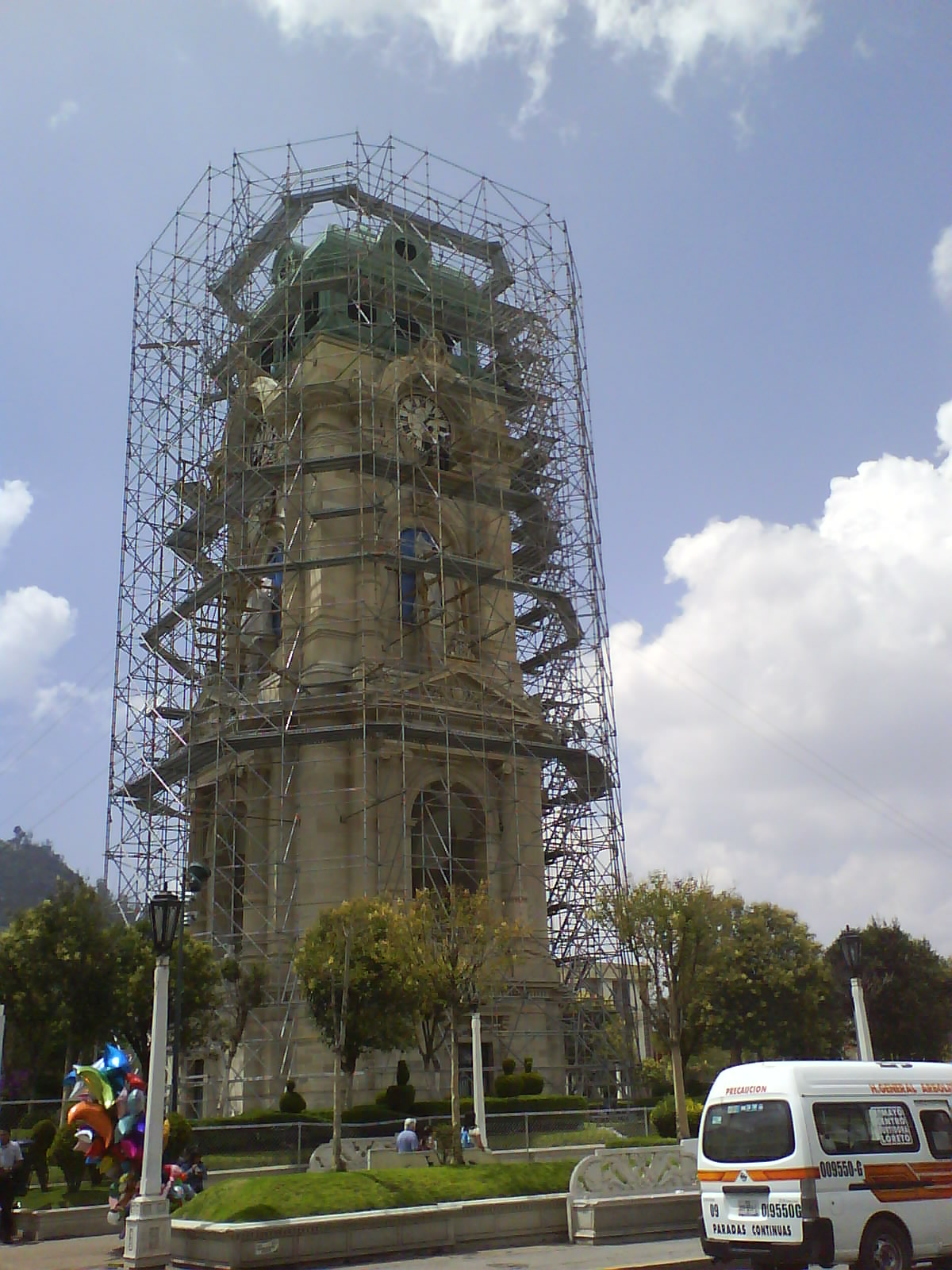
Restauración del Reloj Monumental.

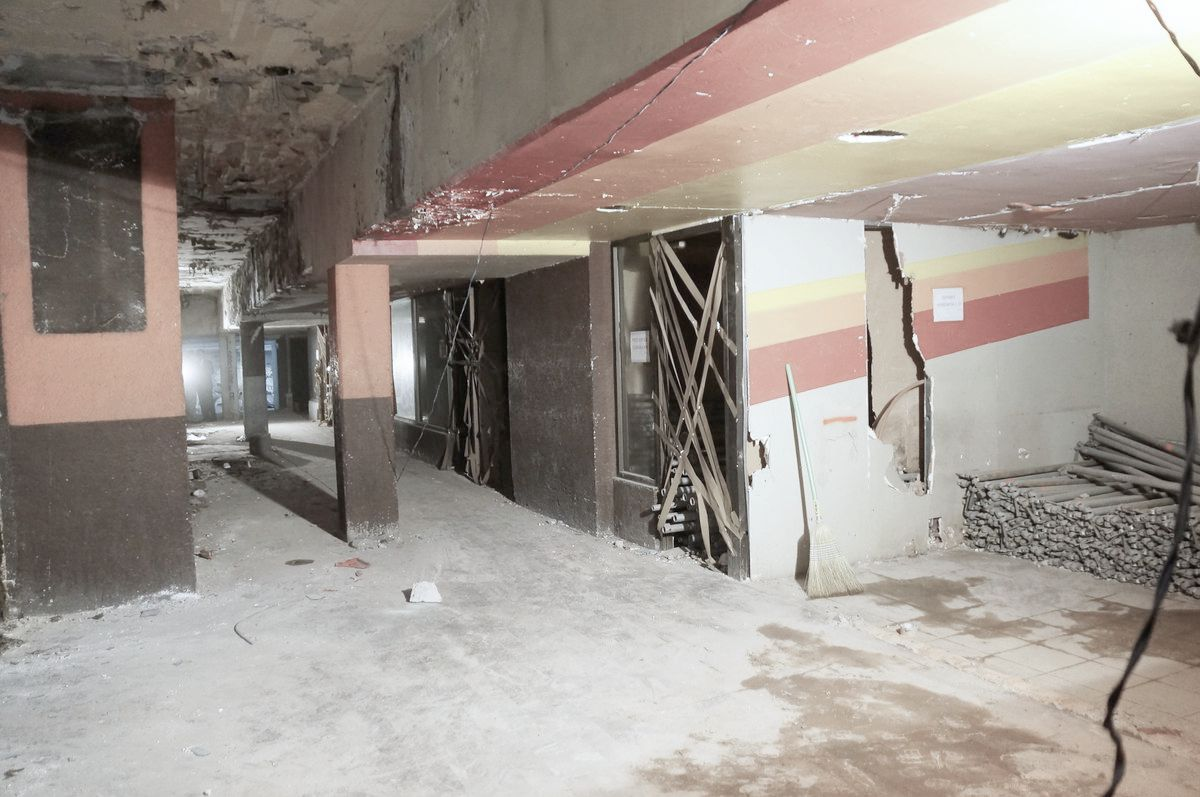
Sótano de Plaza Independencia, antes de la remodelación de 2016.

El 27 de julio de 2004, a iniciativa del diputado, Francisco Olvera Ruiz, la LVIII Legislatura del Congreso de Hidalgo aprobó un decreto en el que se delimitó el polígono de protección de Pachuca, vigente hasta la fecha. El decreto contiene la Ley sobre Protección y Conservación del Centro Histórico y del Patrimonio Cultural de la ciudad de Pachuca de Soto, publicado 6 de septiembre de 2004 en el Periódico Oficial del Estado de Hidalgo.
El 12 de noviembre de 2007 empezó la restauración del Reloj Monumental de Pachuca, siendo terminada en 2008, y presentada oficialmente el 15 de septiembre de ese año. En 2010 el Reloj Monumental de Pachuca, cumplió un centenario, loa festejos que se realizar junto con el Bicentenario de la Independencia de México y el Centenario de la Revolución Mexicana. El 15 de septiembre, las autoridades municipales de Pachuca realizaron un acto conmemorativo en donde se entonaron las mañanitas y, de manera posterior, se realizó una muestra culinaria.
El 18 de octubre de 2010 iniciaron los trabajos de reencarpetamiento de las calles adyacentes de esta plaza; el 1 de diciembre de 2010, se reabrió el tránsito luego de la repavimentación de 7000 m². En 2011 fue declarada como zona protegida por decreto de Ayuntamiento de Pachuca, publicado en el Periódico Oficial del Estado de Hidalgo. El decreto fue publicado 6 de septiembre de 2004 en el Periódico Oficial del Estado de Hidalgo. En 2012 se declaró patrimonio artístico de México al Reloj Monumental de Pachuca, por parte del Instituto Nacional de Bellas Artes (INBA), el edificio se sumó al catálogo que el INBA mantiene acerca de los monumentos considerados protegidos y parte del patrimonio artístico. El decreto fue publicado el 30 de noviembre de 2012 en el Diario Oficial de la Federación.
El 19 de septiembre de 2013 se presentó el proyecto del Centro Cultural El Reloj, por el presidente municipal de Pachuca, Eleazar García Sánchez. El 7 de enero de 2015 iniciaron los trabajos del proyecto; quedando la plaza cerrada al público junto con el estacionamiento subterráneo. El 13 de noviembre de 2015, el estacionamiento fue reabierto al público en general con una disposición de 164 cajones y espacios específicos para personas con algún tipo de discapacidad. El 30 de marzo de 2016, a medio día se inauguró el Centro Cultural El Reloj y también se reabrió la plaza después de su remodelación; por la tarde se llevó a cabo una verbena popular.
En el proyecto de remodelación de la plaza se realizó: la eliminación de los escalones del zócalo; la colocación de piso de granito, la retirada de las jardineras, el arbolado, las bancas de cantera, la plancha fue reforzada estructuralmente, y la altura del estacionamiento fue aumentada. La remoción de las jardineras y arbolado se removió bajo la primicia de que ocasionaba una carga excedente de mil toneladas a la plancha. Tuvo una inversión total de 110 millones de pesos, de los cuales, 90 por ciento los aportó el gobierno federal a través del Fondo Nacional de Fomento al Turismo (Fonatur). El proyecto también incluía una cafetería/mirador en la parte norte de la plaza; de la que solo fue colocada una estructura metálica, a no más de año y medio de haber sido colocada fue retirada.

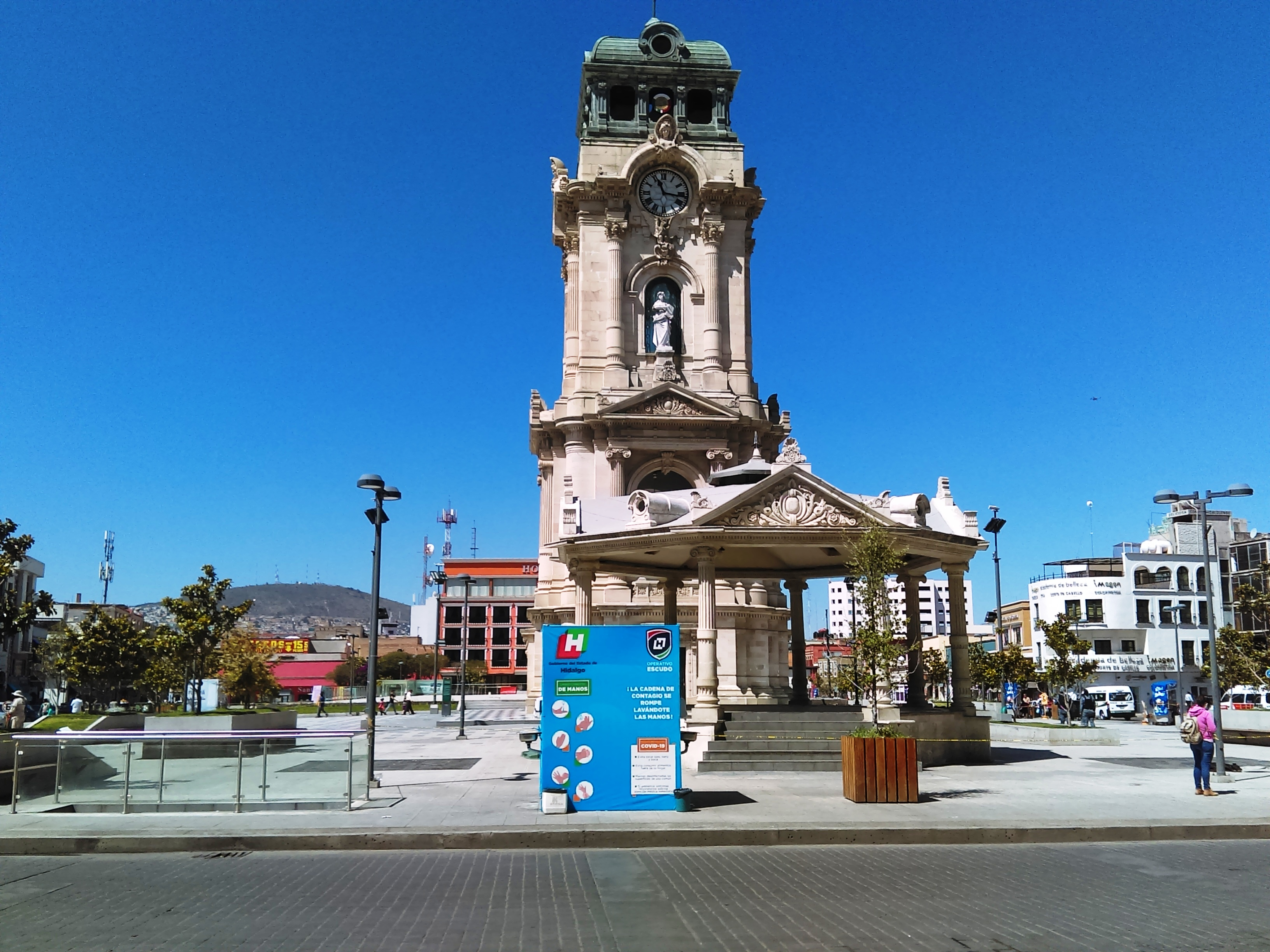
Plaza Independencia cerrada durante la pandemia de Covid-19.

Para 2020 la loseta de la plaza se encuentra deteriorada, se han generado filtraciones de agua, y desprendimiento de piezas. El 27 de enero de 2020, la Secretaría de Administración de Pachuca, lanzó una licitación para la rehabilitación de la Plaza Independencia, pero la licitación fue cancelada a petición de la Secretaría de Obras Públicas, Desarrollo Urbano, Vivienda y Movilidad. El 12 de abril de 2020, para evitar congregación de personas y la propagación del SARS-CoV-2; el Ayuntamiento de Pachuca de Soto procedió a la sanitización del lugar, y luego se acordonó el perímetro para limitar el acceso; esto para manejar la pandemia de enfermedad por COVID-19 en la ciudad. También los hoteles Emily y Los Baños cerraron por la contingencia.
El 28 de septiembre de 2020, durante la marcha por el Día de Acción Global por el Aborto Legal y Seguro; el  Reloj Monumental de Pachuca, fue grafiteado. También instalaron un pañuelo verde gigante, prendieron fuego en una puerta y quebraron vidrios de la misma. Se realizó un peritaje para conocer los daños al Reloj Monumental, asimismo ya se interpuso una demanda en la Fiscalía General de la República (FGR), y se informó de una restauración.

## Arquitectura

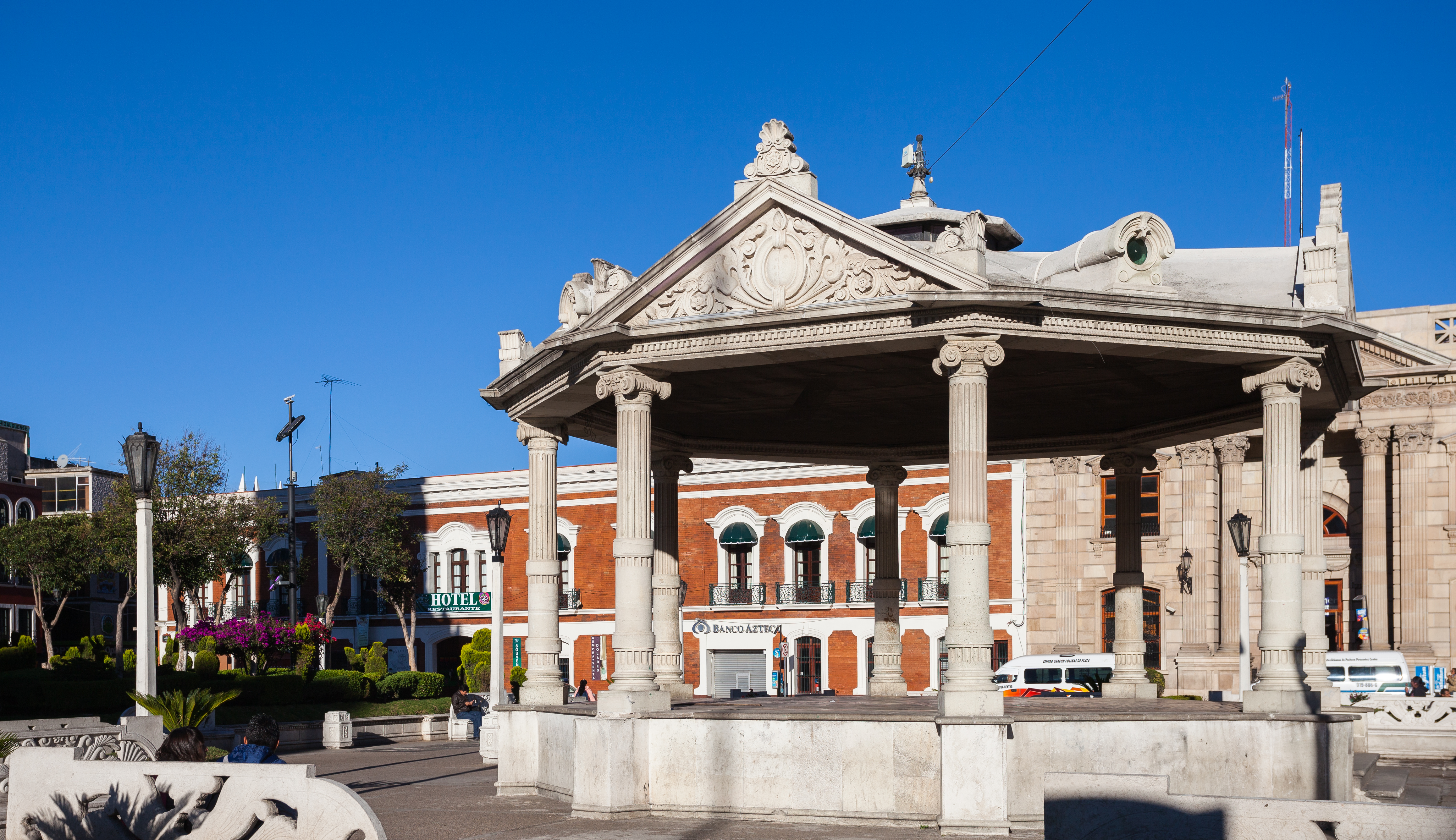
Pérgola Abundio Martínez.

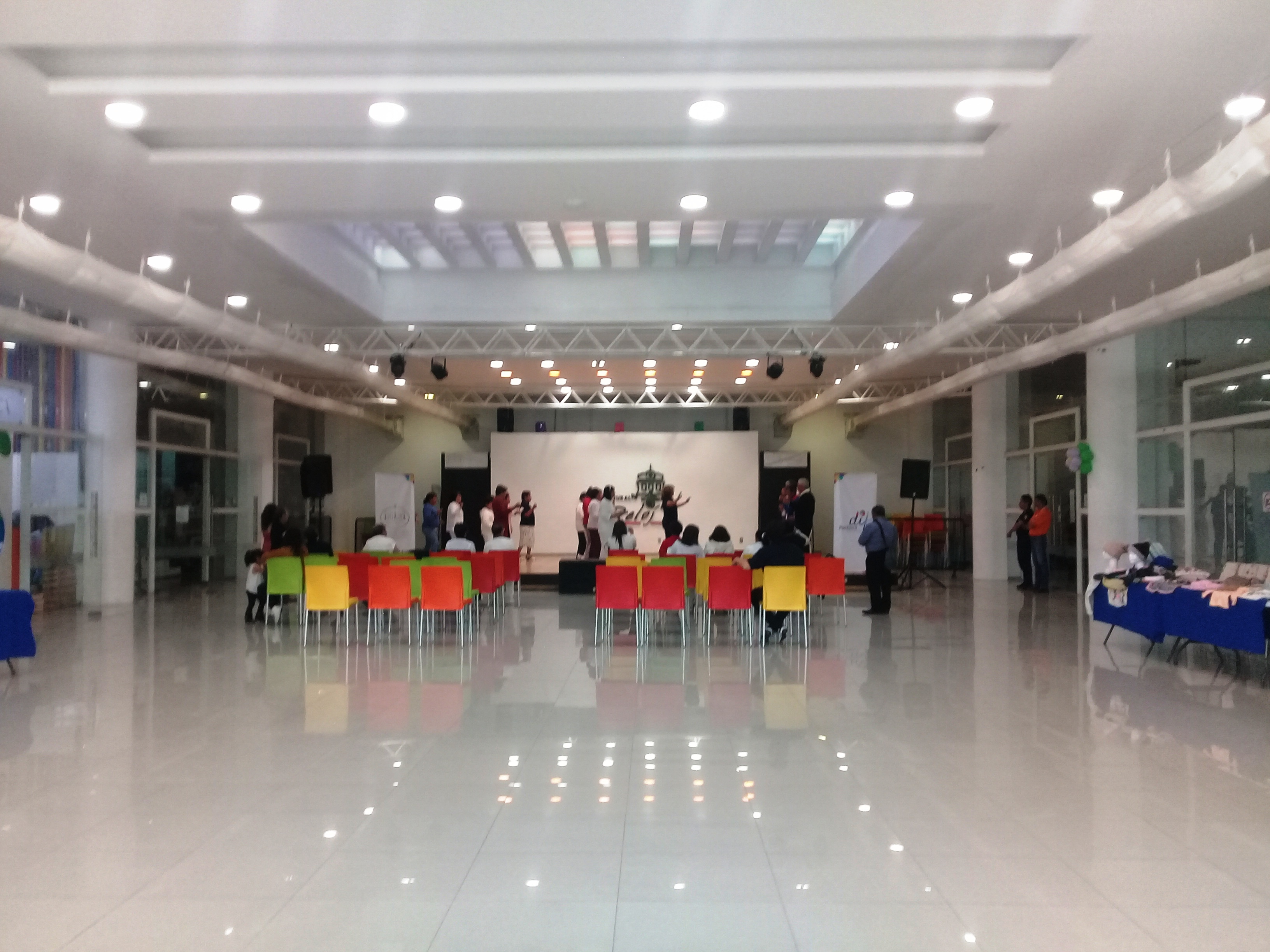
Centro Cultural El Reloj.

Algunos de los edificios que se encuentran en las inmediaciones de la plaza son:
- El Reloj Monumental de Pachuca un reloj de torre de estilo neoclásico;[79] y dividido en cuatro niveles., la entrada (primer nivel), balcón (segundo nivel), esculturas femeninas (tercer nivel) y techo metálico (cuarto nivel).[79] En el tercer nivel se encuentranen cada uno de sus costados cuatro esculturas femeninas que representan la Independencia de México, Acta de Independencia del Imperio Mexicano, Constitución de 1857 y las Leyes de Reforma, momentos históricos de enorme trascendencia en México, hasta el momento de su construcción.[79]

- Edificio Bancomer es una edificación de corte neoclásico, en cantera de color café.[80] El acceso principal se encuentra almohadillado, dos ménsulas soportan una cornisa que se cierra en un arco de medio punto.[80] En la fachada dos pilastras y una columna, estas estriadas con capitel de orden corintio y localizadas en ambos lados, soportan un friso decorado con figuras vegetales; remata el conjunto un pretil, y sobresale un frontón triangular.[80] Primero fue ocupado por el Banco Mercantil después por el Banco de Hidalgo y posteriormente se convirtió en el hotel Niágara, actualmente alberga una sucursal de BBVA.

- Edificio de Hotel Independencia, antigua casa de Francisco de Paula Villaldea, dejando de ser morada para convertirse en “La Casa de las Diligencias”,  para después transformarse en el Hotel Grenfell se le construye la segunda planta alrededor de 1905.[80]

- Edificio La Palanca concluido en 1937 de estilo art déco.[80] El edificio alojaba un panadería que llevaba el mismo nombre, y llegó a funcionar como sede del RRI y de la Compañía Real del Monte y Pachuca.[80]

- Pérgola Abundio Martínez un quiosco de forma octagonal, de 3.60 metros de largo de cada lado.[81]

- Centro Cultural El Reloj, un centro cultural que contiene: ludoteca, librería, galería de arte, un museo virtual, además de un escenario, donde se presentan artistas locales.[82]

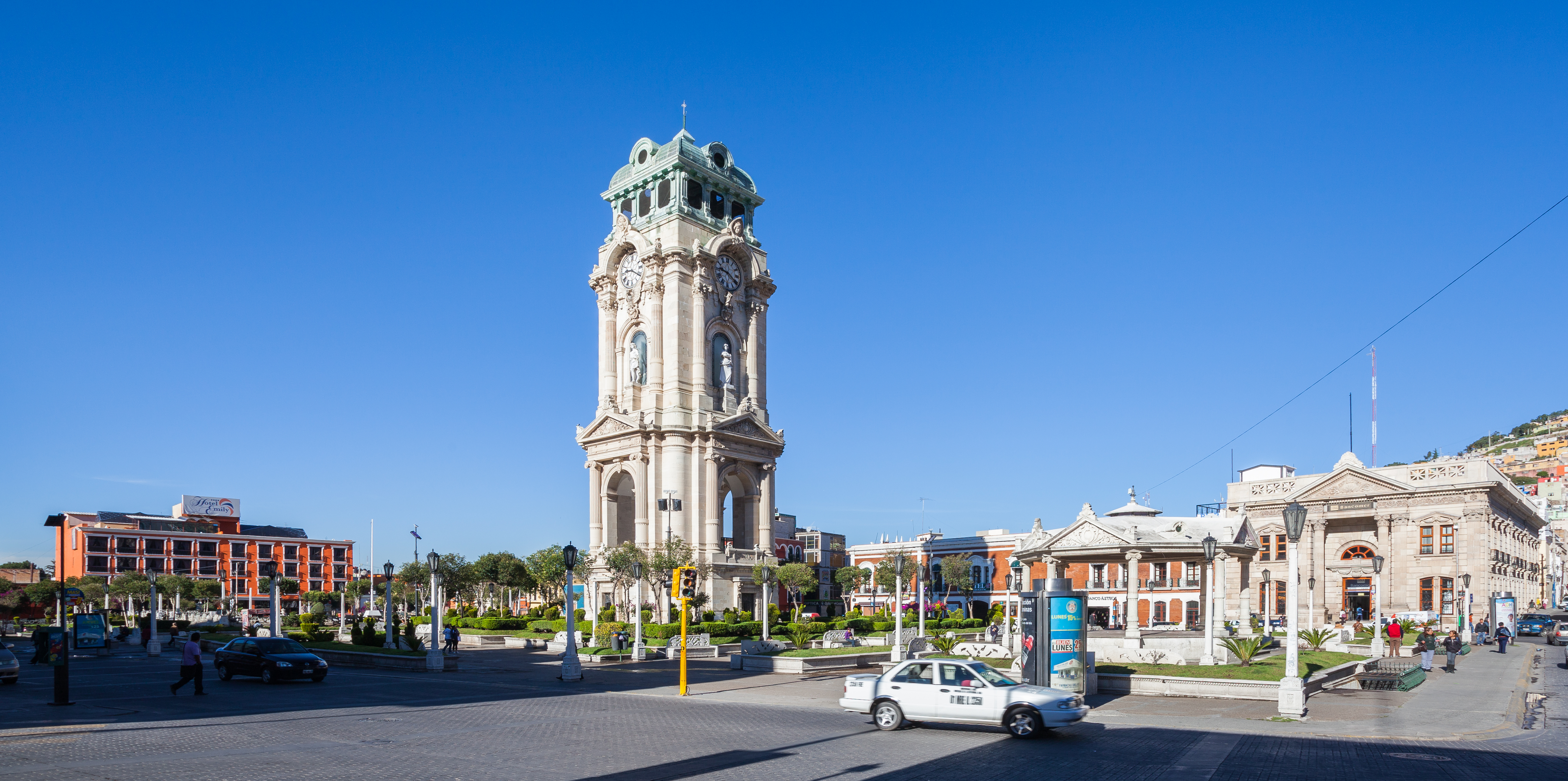
Panorámica de la Plaza Independencia en 2013, antes de su remodelación por la construcción del Centro Cultural El Reloj. De izquierda a derecha se pueden observar; el Hotel Emily, el Reloj Monumental, la Pérgola Abundio Martínez, el Hotel Independencia (atrás de la pérgola) y el Edificio Bancomer.